# Sara Baraka
Sara Mohamed Baraka, née le 17 août 1991 à Gizeh, est une rameuse égyptienne. 

## Carrière
Sara Baraka obtient aux Jeux africains de 2007 la médaille de bronze en deux de couple.
Elle est médaillée d'argent en deux de couple poids légers aux Championnats d'Afrique d'aviron 2012 à Alexandrie.
Elle remporte aux Championnats d'Afrique d'aviron 2019 la médaille de bronze en deux de couple poids légers.